# Epipactis exilis
Epipactis exilis P.Delforge è una piccola pianta erbacea appartenente alla famiglia delle Orchidacee.

## Etimologia
Il termine Epipactis si trova per la prima volta negli scritti di Dioscoride Pedanio (Anazarbe in Cilicia, 40 circa - 90 circa) che fu un medico, botanico e farmacista greco antico che esercitò a Roma ai tempi dell'imperatore Nerone. L'origine di questo termine è sicuramente greca, ma l'etimologia esatta ci rimane oscura (qualche testo lo traduce con “crescere sopra”). Sembra comunque che in origine sia stato usato per alcune specie del genere Helleborus. In tempi moderni il nome del genere fu creato dal botanico e anatomista germanico Johann Gottfried Zinn (1727 – 1759), membro tra l'altro dell'Accademia delle Scienze di Berlino, in una pubblicazione specifica sul genere Epipactis nel 1757.
L'epiteto specifico (exilis) fa riferimento all'habitus esile e gracile di questa pianta.

## Descrizione
È una pianta erbacea perenne alta normalmente da 15 a 45 cm . La forma biologica di questa orchidea è geofita rizomatosa (G rizh), ossia è una piante con un particolare fusto sotterraneo, detto rizoma, che ogni anno si rigenera con nuove radici e fusti avventizi. Queste piante, contrariamente ad altri generi delle orchidee, non sono “epifite”, ossia non vivono a spese di altri vegetali di maggiori proporzioni (hanno cioè un proprio rizoma).

### Radici
Le radici sono secondarie da rizoma.

### Fusto
- Parte ipogea: la parte sotterranea consiste in un breve rizoma.
- Parte epigea: la parte aerea è esile, eretta e semplice a sezione cilindrica. La parte alta è pubescente, mentre la base è avvolta da 2 – 3 guaine fogliari.

### Foglie
Le foglie di questa pianta (da 2 a 4) sono di due tipi:
- foglie inferiori: più grandi dalla forma ovato-ellittica;
- foglie superiori: con lamina lanceolata, apice acuto e a portamento falciforme.

Tutte sono percorse da diverse nervature longitudinalmente (foglie di tipo parallelinervie). Sono inoltre sessili e amplessicauli. I bordi sono debolmente papillosi.

### Infiorescenza
L'infiorescenza è un racemo terminale, allungato e lasso con pochi fiori (3 - 15) campanuliformi a portamento pendulo; sono tutti pedicellati. Alla base del pedicello sono presenti delle brattee erbacee, verdi a forma lanceolata. Queste brattee sono di tipo fogliaceo; quelle basse sono più lunghe dei fiori, mentre quelle superiori sono progressivamente più piccole (lunghe più o meno come l'ovario). I fiori sono resupinati, ruotati sottosopra tramite torsione del pedicello.

### Fiore
I fiori sono ermafroditi ed irregolarmente zigomorfi, pentaciclici (perigonio a 2 verticilli di tepali, 2 verticilli di stami, 1 verticillo dello stilo). I fiori sono colorati di verde chiaro (quasi verde biancastro) con sfumature rosate. All'antesi i fiori si presentano aperti.

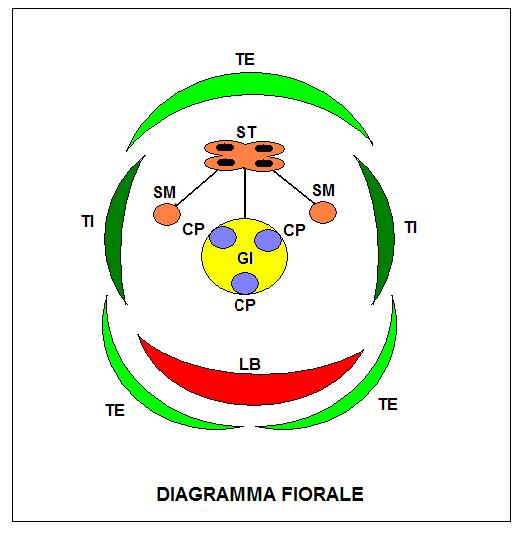

- Formula fiorale: per queste piante viene indicata la seguente formula fiorale:

X, P 3+3, [A 1, G (3)], infero, capsula
- Perigonio: il perigonio è composto da 2 verticilli con 3 tepali ciascuno (3 interni e 3 esterni) di forma ovato-lanceolata, con nervature centrali, liberi e patenti; il primo verticillo (esterno) ha 3 tepali di tipo sepaloide (simili ai sepali di un calice); hanno l'apice acuto; nel secondo verticillo (interno) il tepalo centrale (chiamato “labello”) è notevolmente diverso rispetto agli altri due laterali che si presentano più o meno simili agli altri (un po' più piccoli e più larghi).
- Labello: il labello è diviso in due sezioni; la porzione posteriore del labello (basale, chiamata ipochilo) è concava, verde all'esterno e rosso scuro all'interno; mentre quella anteriore (apicale, chiamata epichilo) è triangolare e si presenta con due protuberanze rosate (o biancastre) alla base, mentre l'apice è verde-chiaro e ripiegato all'ingiù. Nel mezzo tra l'ipochilo e l'epichilo è presente una strozzatura che comunque collega le due parti. Il labello non è speronato come in altri generi e l'ipochilo è nattarifero.

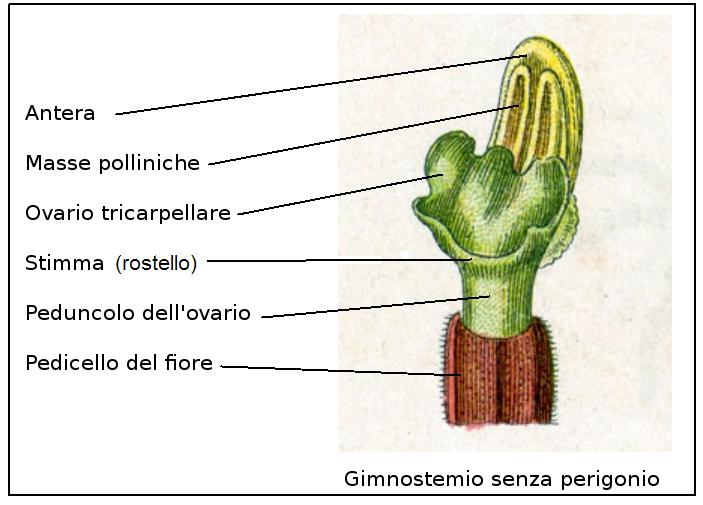
Descrizione del ginostemio

- Ginostemio:  lo stame con la rispettiva antera biloculare è concresciuto con lo stilo e forma una specie di organo colonnare chiamato ginostemio[6]. Il colore di questo organo è fondamentalmente giallastro. Il polline è più o meno incoerente ed è conglutinato in due masse cerose polliniche bilobe (una per ogni loculo dell'antera); queste masse sono prive di “caudicole” (filamento di aggancio all'antera). Il rostello è non sviluppato completamente per cui il viscidio non è funzionante (al momento della fioritura le ghiandole del viscidio sono efficaci, poi si asciugano rapidamente). L'ovario (glabro) è infero, allungato ed è formato da tre carpelli fusi insieme, sorretto dal peduncolo fiorale.
- Fioritura: da luglio ad agosto.

### Frutti
Il frutto è una capsula obovoide (o esagonale) a più coste. Anche le capsule, come i fiori, sono orizzontali o pendule.  Nell'interno sono contenuti numerosi minutissimi semi piatti. Questi semi sono privi di endosperma e gli embrioni contenuti in essi sono poco differenziati in quanto formati da poche cellule. Queste piante vivono in stretta simbiosi con micorrize endotrofiche, questo significa che i semi possono svilupparsi solamente dopo essere infettati dalle spore di funghi micorrizici (infestazione di ife fungine). Questo meccanismo è necessario in quanto i semi da soli hanno poche sostanze di riserva per una germinazione in proprio.

## Biologia
La riproduzione di questa pianta avviene in due modi:
- per via sessuata grazie all'impollinazione degli insetti pronubi; la germinazione dei semi è tuttavia condizionata dalla presenza di funghi specifici (i semi sono privi di albume – vedi sopra).
- in modo autogamo, quando il fiore è già aperto.

## Distribuzione e habitat
- Geoelemento: il tipo corologico (area di origine) è Sud Est Europeo.
- Distribuzione: in Italia è presente ovunque (esclusa la Sicilia e le Alpi) ma in modo discontinuo. In Europa si trova fino alla Bulgaria e la Grecia.
- Habitat: l'habitat tipico di questa orchidea sono i boschi di latifoglie su substrato calcareo
- Distribuzione altitudinale: sui rilievi queste piante si possono trovare da 450 fino a 1800 m s.l.m.; frequentano quindi i seguenti piani vegetazionali: collinare, montano e subalpino.

## Tassonomia
Il genere Epipactis appartiene alla sottofamiglia delle Epidendroideae caratterizzata dall'avere lo stame (l'unico fertile) ripiegato sopra il ginostemio e il labello composto da due pezzi distinti: ipochilo e epichilo; e al livello inferiore alla tribù delle Neottieae, una delle tribù nelle quali si usa suddividere le orchidee.

### Sinonimi
Questa entità ha avuto nel tempo diverse denominazioni. L'elenco che segue indica alcuni tra i sinonimi più frequenti:
- Epipactis gracilis B.Baumann & H.Baumann, 1988 (basionimo)
- Epipactis baumanniorum Ströhle
- Epipactis persica subsp. gracilis (B.Baumann & H.Baumann) W.Rossi, 1990
- Epipactis persica subsp. exilis (P. Delforge) Kreutz, 2004

### Specie simili
In genere tutte le Epipactis sono abbastanza simili nella forma del fiore. Qui ricordiamo alcune specie abbastanza somiglianti alla persica gracilis quali: 
- Epipactis autumnalis Doro - Elleborina autunnale: tutto il perigonio è fondamentalmente verde.
- Epipactis greuteri H.Baumann & Künkele - Elleborina di Greuter: i tepali sono allungati e lanceolati.
- Epipactis leptochila (Godfery) Godfery - Elleborina a labello sottile: è una specie con labello poco sviluppato; la colorazione è di un verde più deciso.
- Epipactis microphylla (Ehrh.) Swartz. - Elleborina minore: è una specie con poche e piccole foglie.

## Conservazione
Come tutte le orchidee è una specie protetta e quindi ne è vietata la raccolta e il commercio ai sensi della Convenzione sul commercio internazionale delle specie minacciate di estinzione (CITES).